# Bandgrijsstaart
De bandgrijsstaart (Xenerpestes minlosi) is een zangvogel uit de familie Furnariidae (ovenvogels).
De wetenschappelijke naam van de soort werd voor het eerst gepubliceerd in 1886 door Hans von Berlepsch. Het was de eerste soort in het nieuwe geslacht Xenerpestes. De soort werd ontdekt in Colombia in de omgeving van Bucaramanga. Ze is genoemd naar Emilio Minlos, een Duitser die in Bucaramanga woonde en die een verzameling vogelhuiden naar het museum van Lübeck had gezonden.

## Verspreiding en leefgebied
Deze soort komt voor in oostelijk Panama en noordwestelijk Colombia en telt twee ondersoorten:
- X. m. minlosi: Caribische hellingen van oostelijk Panama en noordelijk Colombia.
- X. m. umbraticus: van Darién (oostelijk Panama) en noordwestelijk Colombia tot noordwestelijk Ecuador.

## Status
De grootte van de populatie is in 2019 geschat op 50.000-500.000 volwassen vogels. Op de Rode lijst van de IUCN heeft deze soort de status niet bedreigd.